# Битва при Монсі
Битва при Монсі (англ. Battle of Mons; фр. Bataille de Mons; нім. Schlacht bei Mons) — одна з серії битв, що відбувалися в ході великої Прикордонної битви повздовж східного кордону Франції та в Бельгії, в якій вперше взяв участь Британський експедиційний корпус. Поблизу Монса британська армія намагалася втримати оборонний рубіж Монс-канал Конде від наступу німецької 1-ї армії. Попри організованій вмілій обороні, мужності та стійкості британських солдатів, котрі спричинили величезних втрат кайзерівським військам, врешті-решт під тиском переважаючих сил противника та відступу французької 5-ї армії на правому фланзі, експедиційний корпус фельдмаршала Френча змушений був відступити від займаного рубежу і почати відхід вглиб Франції. Відступ британців від Монса тривав протягом двох тижнів і супроводжувався ар'єргардними боями з противником, аж до підступів до Парижа.

## Історія

### Передумови
9 серпня 1914 року Британський експедиційний корпус фельдмаршала Джона Френча висадився у Франції й вирушив у напрямку фронту, де розгорталася колосальна Прикордонна битва між французькою, бельгійською арміями та кайзерівськими військами. Британські формування вирушали на лівий фланг французького фронту, на напрямок головного удару німецької 1-ї армії генерала Александра фон Клюка, найвіддаленішого крила потужного «правого хука», замисленого «планом Шліффена», у відповідності до якого планувалося або розгромити армії союзників поблизу кордону або змусити їх відступити з північної Франції та Бельгії.
22 серпня британці досягли Монса. Того дня французька 5-та армія, розташована праворуч від БЕК, вела затяті бої проти німецьких 2-ї генерала Карла фон Бюлова та 3-ї армій генерала Макса фон Гаузена у битві при Шарлеруа. На прохання командира 5-ї армії генерала Шарля Ланрезака, фельдмаршал сер Джон Френч погодився зайняти оборону по рубежу Конде-Монс-каналу Шарлеруа на двадцять чотири години, щоб не допустити можливості наступаючій німецькій 1-й армії обійти французів з лівого флангу. Вийшовши на визначені рубежі, британські підрозділи розпочали активно облаштовувати оборонні позиції уздовж каналу.

### Положення та склад сторін
До початку битви при Монсі Британський експедиційний корпус мав у своєму складі два армійських корпуси, одну кавалерійську дивізію та окрему кавалерійську бригаду, і налічував близько 80 000 осіб. I корпус під командуванням сера Дугласа Гейґа складався з 1-ї та 2-ї піхотних дивізій. II корпусом командував сер Горацій Сміт-Дорріен, у нього в підпорядкуванні були 3-тя та 5-та піхотні дивізії британської армії. Кожна піхотна дивізія мала 18 073 вояки та 5 562 коня, та організаційно складалася з трьох бригад по чотири батальйони. В кожній дивізії було 24 кулемети «Віккерс» — по два на батальйон. Угруповання мало також три бригади польової артилерії з 54 84-мм польовими гарматами QF 18-pounder, одну гаубичну бригаду з 18 114-мм польовими гаубицями QF 4.5-inch та важку артилерійську батарею з 4 127-мм важкими гарматами BL 60-pounder.

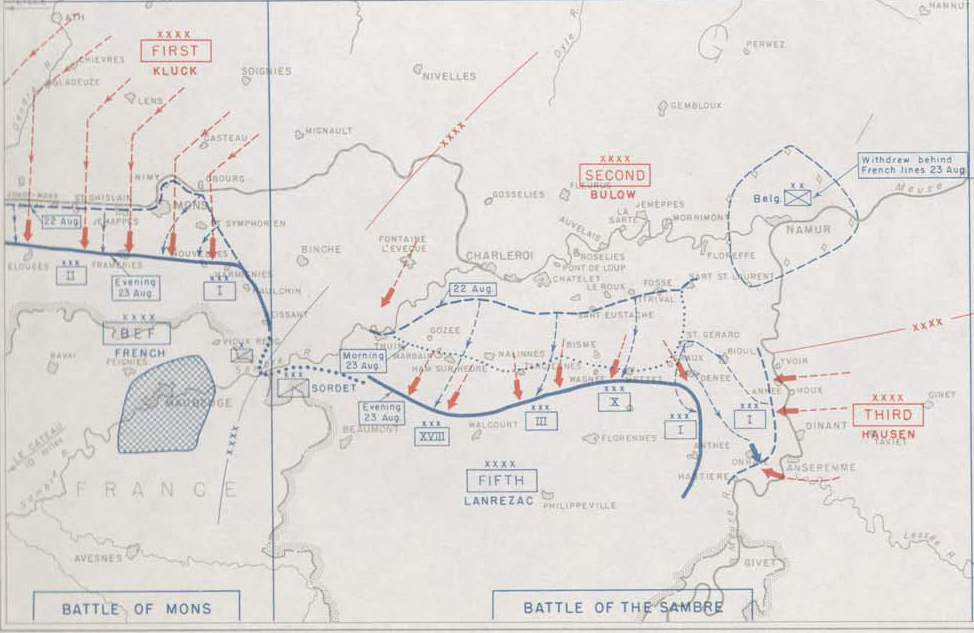
Схема битви при Шарлеруа та Монсі. Серпень 1914

Ключові позиції в британській оперативній побудові зайняв II корпус Горація Сміт-Дорріена, його підрозділи розташувалися в обороні вздовж каналу Монс-Конде, в той час як I корпус розміщувався майже під прямим кутом до каналу, вздовж дороги Монс-Бомонт, забезпечуючи захист правого флангу усіх експедиційних сил, на випадок, якщо французи змушені будуть відступити зі своєї позиції в Шарлеруа. Важливою географічною особливістю поля битви був вигін каналу, що протікав назовні від північних околиць Монса до селища Німі. Ця петля утворювала невеликий виступ, який стирчав вперед і його було важко захищати, на ньому і зосередився весь фокус битви.
1-ша німецька армія генерал-полковника Александра фон Клюка наступала на оборонній рубіж британських експедиційних сил. Армія мала у своєму складі чотири кадрові корпуси (II, III, IV та IX корпус) та три резервні корпуси (III, IV та IX резервний корпус), хоча в боях під Монсом участь взяли лише корпуси регулярних військ. Кожний німецький корпус складався з двох піхотних дивізій та формувань кінноти й артилерії. Армія фон Клюка володіла найпотужнішою ударною міццю серед усіх кайзерівських армій і, по-суті, була головною силою всіх сил вторгнення. Щільність її бойових порядків досягала 18 000 військових на 1,6 км (1 милю) фронту, або близько 10 солдатів на погонний метр смуги наступу.
Виходячи із загального задуму операції, 1-ша армія мала, після здобуття Брюсселя 20 серпня, просуватися на південний захід, охоплюючи сили союзників глибоким обхідним маневром. Фон Клюк розраховував, що зіткнення з британськими військами відбудеться не раніше, ніж на рубежі Лілля, на півночі Франції, й не приділяв належної уваги можливості битви з ними, базуючись на оцінки власних сил та загальної ситуації на фронті. Командувач 1-ї армії планував просуватися далі на південний захід, щоб зберегти свободу маневру, і 21 серпня спробував переконати генерала Карла фон Бюлова, командувача 2-ї армії та тимчасового головнокомандувача правого крила німецької імперської армії, дозволити 1-й армії продовжувати маневр. Фон Бюлов відмовив і наказав 1-й армії ізолювати Мобеж і підтримати своїми діями правий фланг 2-ї армії, просунувшись до лінії від Лессіна до Суаньї, тоді як III і IV резервні корпуси армії за його наказом залишилися на півночі, щоб захистити тил армії від контратак бельгійської армії південніше Антверпена.

### Перші сутички
21 серпня відбулася перша збройна сутичка між двома арміями, коли велосипедний розвідувальний патруль британців наразився на передовий загін німців поблизу бельгійського села Обур; рядовий Джон Парр вважається першим британським солдатом, загиблим у війні.
Зранку 22 серпня стався перший бій. О 6:30 ранку 4-й Королівський Ірландський драгунський полк влаштував засідку на маршруті патрулювання німецьких уланів за межами села Касто, на північний схід від Монса. Коли німці помітили пастку та розгорнулися назад, взвод драгунів на чолі з капітаном Горнбі почав їх переслідувати, а за ними в атаку перейшла решта ескадрону, з шаблями наголо. Відступаючи, німці вискочили до своїх основних сил, які відразу верхи контратакували британців. Капітан Горнбі став першим британським солдатом, котрий вбив ворога у Великій війні, бившись на коні шаблею проти німецьких уланів.
Пізно ввечері 22 серпня німецьке командування отримало перші розвідувальні повідомлення про те, що британці утримують оборону на переправі канал-дю-Сентре від Німі до Віль-дю-Гайн. 23 серпня 1-ша армія фон Клюка почала просуватися на північний захід від Мобеж, на лінію від Баскєля до Сен-Гілена і Жемапеса. Погода була похмурою та дощовою, що позбавило командування 1-ї армії можливості використати свою повітряну розвідку. Дивізії IX корпусу вирушали чотирма колонами з півночі від Монса до Рель до канал-дю-Сентре, і на лівому (східному) фланзі, зустріли французькі війська біля каналу, який, як вважалося, був стиком британських і французьких військ. Командир корпусу, генерал Фердинанд фон Каст, наказав розпочати атаку о 9:55 вранці, щоб захопити переправи. Дві дивізії III корпусу наблизилися до Сен-Гілен, і генерал Евальд фон Лохов наказав їм підготувати атаку з Тертра на Глін. У районі IV корпусу генерал Сікст фон Армін наказав атакувати переправи через канал біля Перювельза і Блатона і віддав наказ командиру 8-ї дивізії провести розвідку місцевості від Турне до В'є-Конде.

### Битва
На світанку 23 серпня на британські оборонні лінії обрушився вогонь німецької артилерії; протягом усього дня німці вели зосереджений вогонь по британцях, особливо по тих, що тримали оборону у річковому виступі. О 9:00 ранку розпочалася перша німецька атака піхоти, німці намагалися пробитися через чотири мости, що з'єднували береги каналу у виступі. Чотири німецькі батальйони атакували міст у Німі, який захищала рота 4-го батальйону, Королівських фузилерів, посилена кулеметною секцією. Наступаючи спочатку в тісному бойовому, практично похідному порядку, як на параді, німці виявилися доволі легкими цілями для стрільців, які підпустивши ворожі ланцюги, відкрили з гвинтівок, кулеметів та артилерії нищівний вогонь з відстані 900 метрів. Щільність та влучність вогню була настільки вражаюча, що німці думали, що вони наразилися на декілька кулеметних рот.
Німецька атака була відбита з важкими втратами. Перегрупувавшись, німці почали наступ вдруге, цього разу атакуючи у розсипному бойовому порядку. Отже, ця атака виявилася успішнішою, ірландцям не вдалося вже завдати максимальних втрат противнику. Ведучи затятий бій, британські підрозділи билися за свої позиції, але величезна перевага в живій силі зіграла вирішальну роль і незабаром позиції на південному берегу мосту були захоплені німцями. В цьому бою за мости Німі та Гліні, проявили мужність лейтенант Моріс Диз та рядовий Сідні Годлі, які до останнього утримували позиції; вони стали першими британськими військовиками, що були відзначені у війні найвищою військовою нагородою Британської імперії — хрестом Вікторії.
Праворуч від Королівських фузилерів оборонявся 4-й батальйон Міддлсекського полку та 1-й батальйон Гордонських Хайлендерів, які також підпали під потужніший удар кайзерівських військ, захищаючи свої позиції на виступі. Обидва батальйони зазнали багато жертв, але Королівський ірландський полк, дивізійний резерв, що прибув на підкріплення та підтримка дивізійної артилерії, надали їм можливості утримати мости. Німці посилили свій наступ, розпочавши атаку на британські підрозділи, що оборонялися на прямій гилці каналу на захід від виступу. Використовували прикриття ялинових плантацій, що росли на північному берегу каналу, німці наблизилися на відстань декількох сотень метрів від каналу, звідкіля відкрили прицільний кулеметний і стрілецький вогонь по англійцям.
До полудня оборона британських позиції на виступі стала неприйнятною; батальйони, що утримували важливий рубіж, зазнали величезних втрат. На схід від британської позиції підрозділи німецького IX корпусу почали перетинати канал, загрожуючи правому флангу Британського корпусу.

### Відступ
О 3:00 ранку командир 3-ї дивізії отримав наказ відійти з виступу на південь від Монса, увечері 5-та дивізія також відійшла. До настання ночі II корпус перейшов до оборони на новому рубежі, що проходив через села Монрель, Буссю, Васмес, Патураж та Фрамері. Тим часом, німці побудували кілька понтонних мостів через канал і великими силами почали наближатися до нових британських позицій. Одночасно, фельдмаршал Френч отримав повідомлення, що під тиском кайзерівських військ 5-та французька армія відступає, небезпечно оголюючи британський правий фланг, і о 2:00 24 серпня командиру II корпусу було наказано відступити на південний захід у Францію, щоб досягти оборонних позицій вздовж дороги Валансьєнн — Мобеж.
Несподіваний наказ командування відступити з підготовлених оборонних рубежів перед противником, який продовжував насідати, означав, що II корпусу доведеться поспіхом відступати, ведучи небезпечні ар'єргардні бої проти німецьких формувань, що будуть їх переслідувати. Горацій Сміт-Дорріен визначив 15-ту бригади 5-ї дивізії, що не билася 23 числа, на роль ар'єргарду. 24 серпня підрозділи цієї бригади усіма силами змагалися з німецькими військами, що значно їх переважали, виграючи час для головних сил, що відступали. Бої точилися під Патуражем, біля Фламері та Одреньї. Під час сутички в Одреньї 1-і батальйони Чеширського та Норфолкського полків зупинили німецьке переслідування від Кьеврена та Безьє до ранку 25 серпня, незважаючи на те, що противник їх серйозно переважав за силами та завдав їм нищівних втрат, і за підтримки артилерійського вогню 5-ї бригади вони також спричинили багато жертв наступаючим німецьким полкам. 1-й батальйон Чеширського полку втратив у цих ар'єргардних боях майже 80 % свого особового складу.
Біля Васмеса підрозділи 5-ї дивізії зіткнулися з великою атакою; німецька артилерія почала обстрілювати село на світанку, а о 10:00 вранці піхота німецького III корпусу перейшла в наступ. Однак, висуваючись колонами, німці одразу ж наразилися на масований стрілецький та кулеметний вогонь і були «скошені, як трава». Ще дві години британські солдати, стримували численні атаки на село, а потім організовано відступили до Сен-Ваасту.
Починаючи з ночі 24 серпня, британці відступали до запланованих нових оборонних рубежів на дорозі Валансьєнн — Мобеж. Однак, значна перевага 1-ї німецької армії та відступ 5-ї французької армії, не залишали надії, що британцям вдасться закріпитися на визначеній командуванням лінії й Британський експедиційний корпус продовжив рухатися далі на південь. I корпус відступав до Ландресі, а II корпус — до Ле-Като. Великий відступ тривав два тижні і британцям довелося постійно ведучи ар'єргардні бої, 26 серпня біля Ле Като, 27 серпня біля Етре та 1 вересня на підступах до Нері, відійти на відстань 400 км.